# Rangitīkei River
Der Rangitīkei River ist ein Fluss in der Region Manawatū-Whanganui auf der Nordinsel von Neuseeland.

## Namensherkunft
Rangitīkei bedeutet aus der Sprache der Māori übersetzt so viel wie Der Tag des Aufbruchs.

## Geographie
Der Rangitīkei River entspringt rund 400 m südsüdwestlich des 1510 m hohen Ngapuketurua in den Kaimanawa Mountains. Von dort aus fließt der Fluss zunächst bevorzugt in südliche bis südsüdöstliche Richtung, um dann rund 21 km östlich von Taihape in eine südwestliche Richtung umzuschwenken, die der Fluss bis zu seiner Mündung rund 1,7 km westlich von Tangimoana in die Tasmansee beibehält.
Der Rangitīkei River verfügt über eine Gesamtlänge von 253 km und entwässert ein Gebiet von 3948 km².
Der Rangitikei District wurde nach dem Fluss benannt.

## Geschichte
Der Rangitīkei River hat für die Māori eine besondere Bedeutung. Zahlreiche Siedlungsgebiete befinden sich noch heute entlang seines Verlaufes. Im Jahre 1897 erlebte der Rangitīkei River seine größte Hochwasserkatastrophe, sechs Brücken wurden entlang seines Verlaufs weggespült und der Hafen an seiner Mündung wurde vollständig zerstört und nie wieder aufgebaut.

## Tourismus
Der Fluss ist ein beliebtes Urlaubs- und Erholungsgebiet für Jetboottouren, Rafting und Fischen. Über zahlreichen Schluchten wird die neuseeländische Erfindung Bungee-Jumping angeboten. Entlang seines sehr windungsreichen Verlaufs gibt es steil abfallende Felsen am Ufer, weite nahtlose bis ans Wasser reichende Wiesen, aber auch dichte Wälder zu sehen.

## Sonstiges
Teile des Flusses wurden von Peter Jackson als Anduin im Film Herr der Ringe (Die Gefährten) verwendet.